# Fumée d'Hawaï
Fumée d’Hawaï (titre original : Chun Ah Chun) est une nouvelle américaine de Jack London publiée aux États-Unis en 1910.

## Historique
La nouvelle Fumée d’Hawaï est publiée initialement dans le Woman's Magazine (en), en 1910, avant d'être reprise dans le recueil The House of pride and other tales of Hawaii en mars 1912.

## Éditions

### Éditions en anglais
- Chun Ah Chun, dans Woman's Magazine (en), 1910.
- Chun Ah Chun, dans le recueil The House of pride and other tales of Hawaii, un volume chez  The Macmillan Co, New York, mars 1912.

### Traductions en français
- Fumée d’Hawaï, traduit par Louis Postif, in Candide, périodique, 7 novembre 1935.
- Fumée d’Hawaï, traduit par Louis Postif, in Chun-Ah-Chun, recueil, Hachette, 1940.
- Fumée d’Hawaï, traduit par Louis Postif, revu et complété par Frédéric Klein, in Histoires des îles, recueil, Phébus, 2007.

## Sources
- (en) Jack London's Works by Date of Composition
- http://www.jack-london.fr/bibliographie